# 東風汽車集団

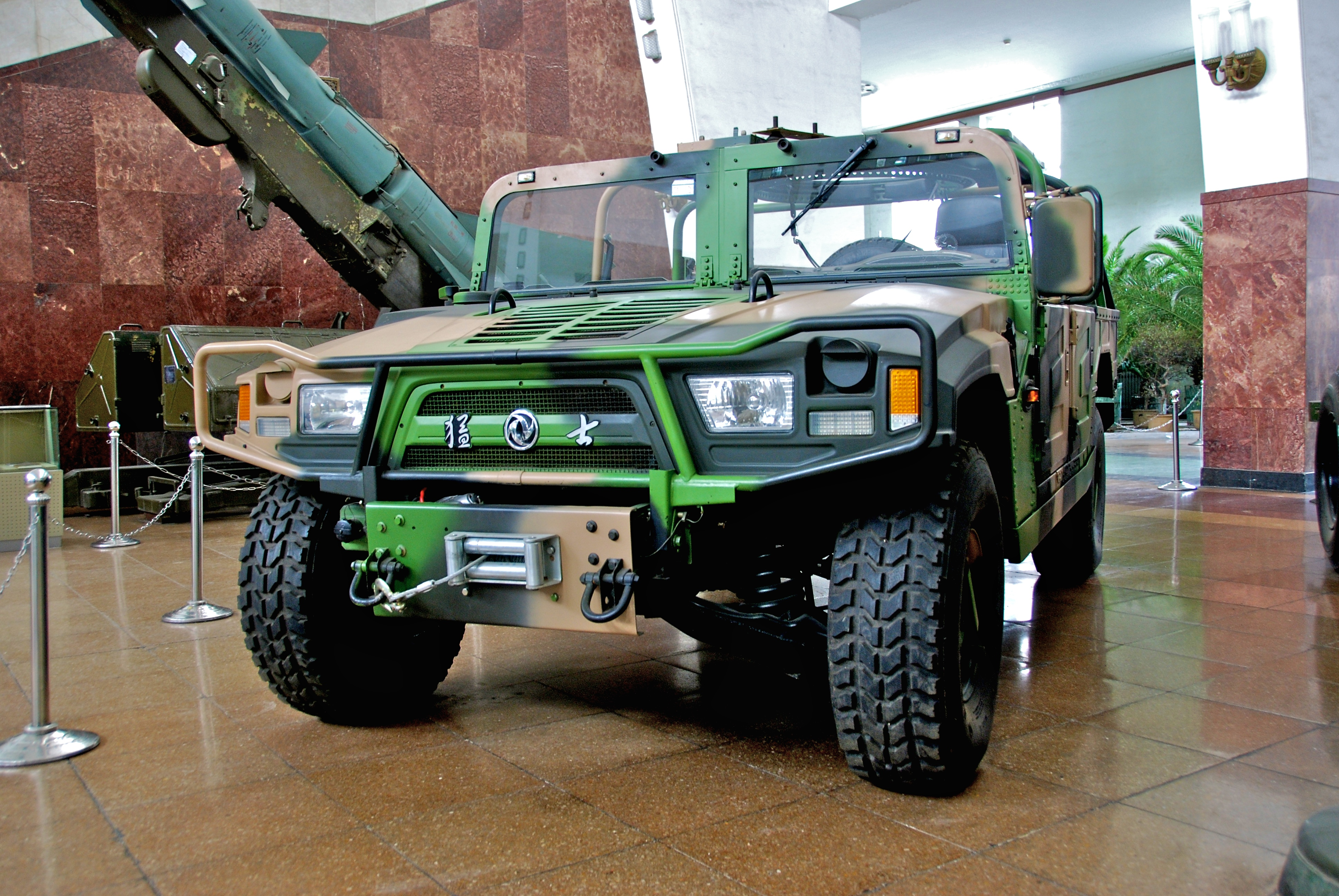
東風・猛士 EQ2050（軍用車）

東風汽車集団有限公司 （とうふうきしゃしゅうだん、ドンフォン・モーター、英: Dongfeng Motor Corporation、簡: 东风汽车集团有限公司）は、中華人民共和国湖北省武漢市に本社を置く国有自動車メーカー。
上海汽車、第一汽車と並ぶ中国の三大国有自動車メーカーの一つである。上海汽車、第一汽車、長安汽車、奇瑞汽車と共に、中国国営5大メーカーの一つでもある。2019年の商用車販売台数は57万1千台を記録しており、商用車部門ではシェア第一位となり、トラック販売台数では、2020年9月の時点でトップである中国第一汽車集団の2万7千6百台に迫る2万7千台となり第二位となっている。GVW15トン以上となる大型貨物自動車での総販売台数では第一汽車、ダイムラー・トラックに次ぎ世界第三位である。
子会社の東風汽車集団股份有限公司（英文名：Dongfeng Motor Group Co.,Ltd.）は香港証券取引所の上場企業である。

## 概要
1968年に毛沢東の号令により、1969年に内陸部の湖北省十堰市にて設立され、当時は中国東北部で1953年に設立された「第一汽車製造廠」に対して「第二汽車製造廠」と呼ばれていて、1992年に製造しているトラックのブランド名から東風汽車公司へ改名した。 工場は現在湖北省の十堰市・襄陽市・武漢市および広東省に多く立地しており、各地でバス、トラック、乗用車を生産する。本社はもともと十堰市にあったが、現在は武漢に移している。
2014年3月26日、フランスのグループPSAと資本提携を締結し、東風はプジョー創業家やフランス政府と同じ持株比率を占めた。
2015年5月6日、第一汽車の元董事長だった竺延風が東風汽車の新董事長に任命された。一方、前董事長の徐平は翌7日に第一汽車の新董事長に任命された。

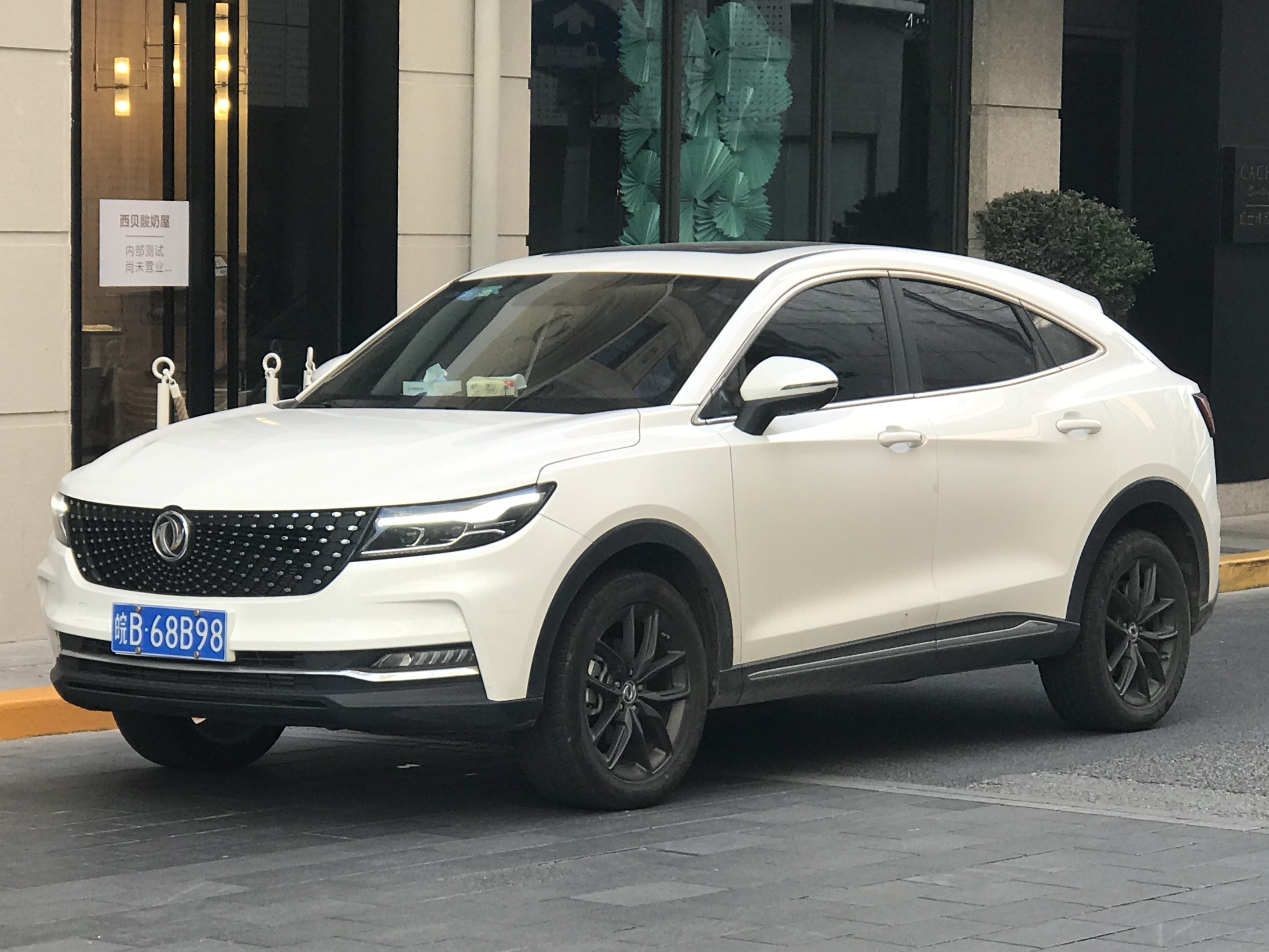
東風 - 風光ix5
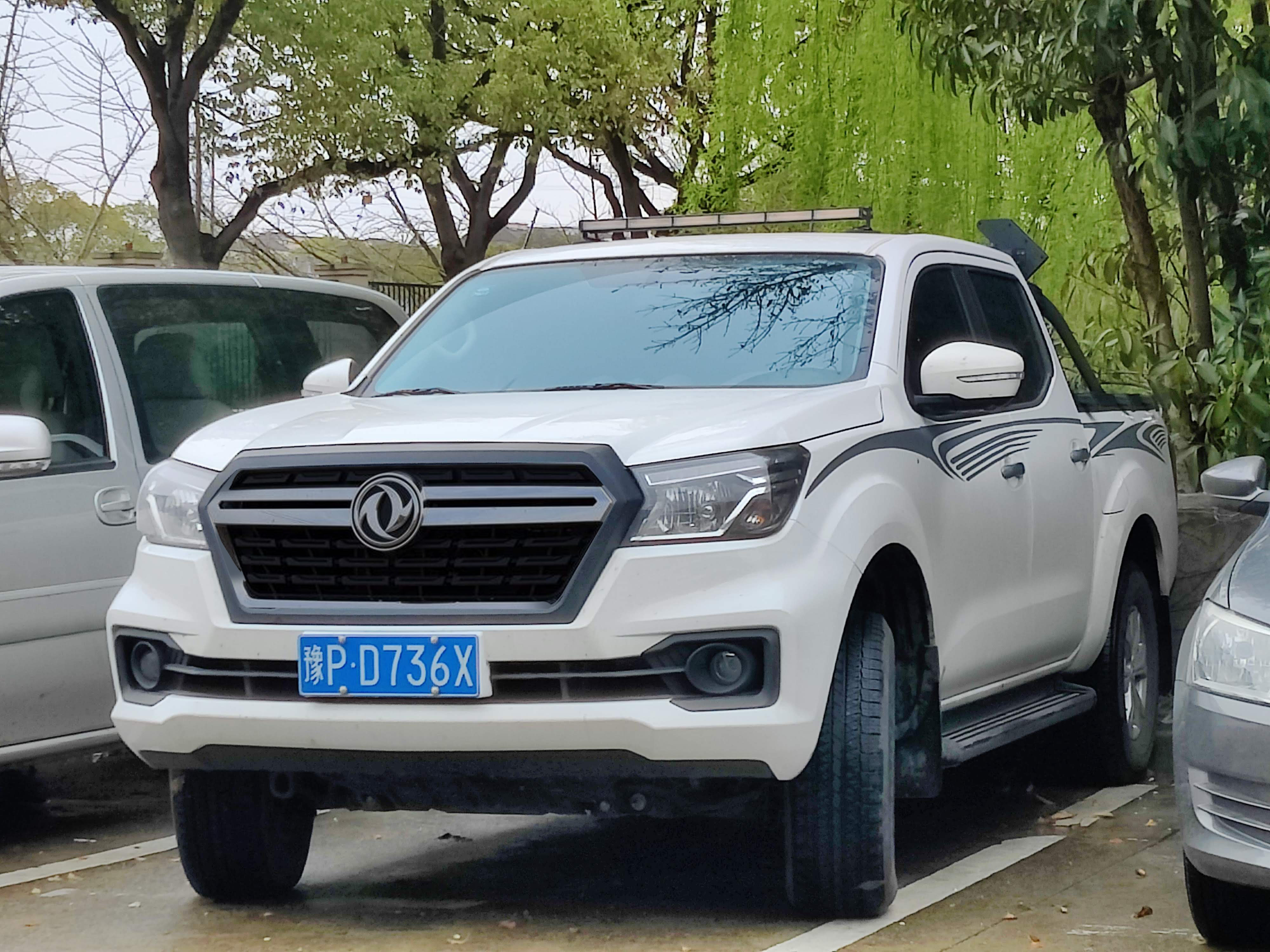
東風 - 富6
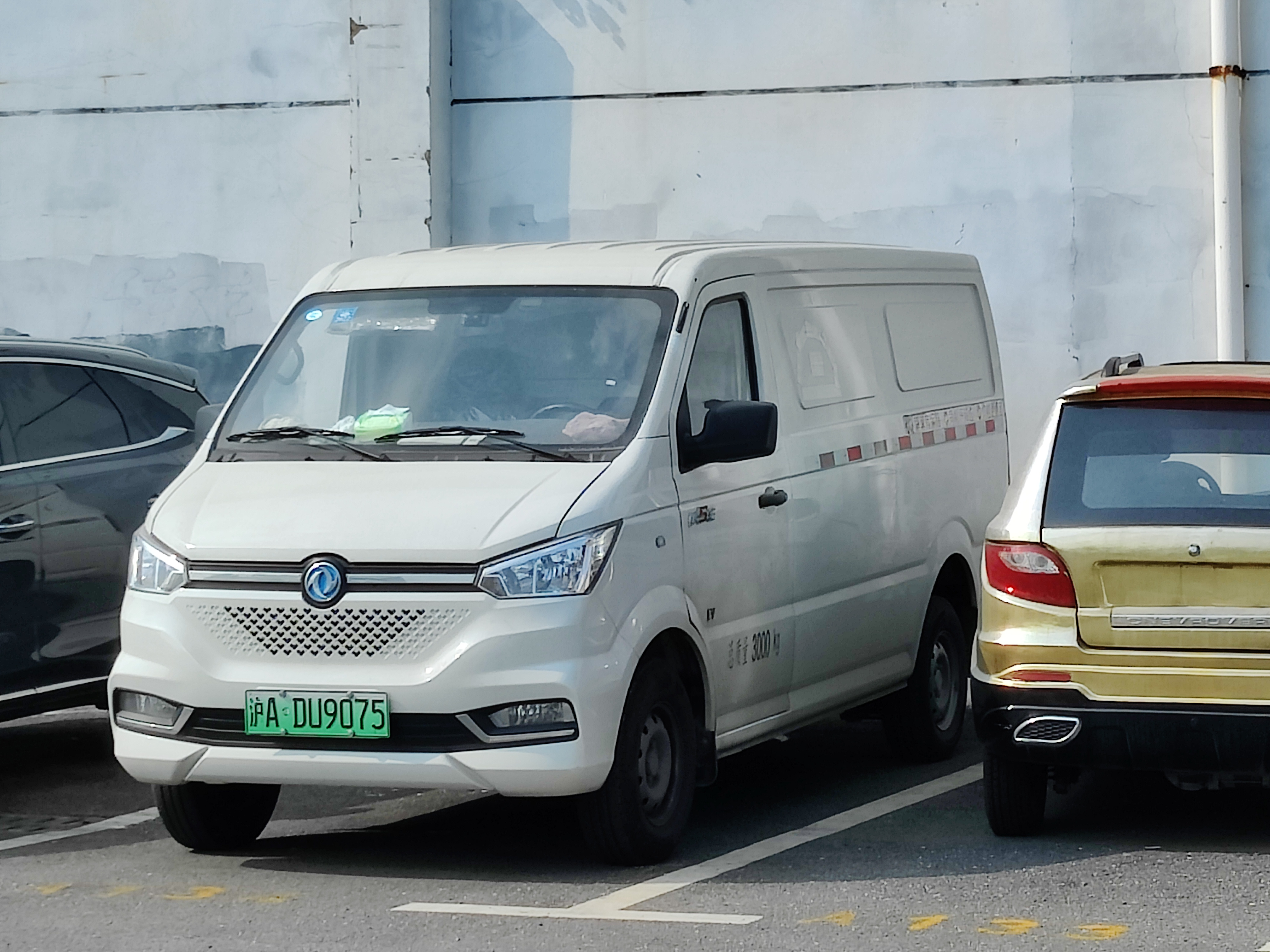
東風 - 御風EM26
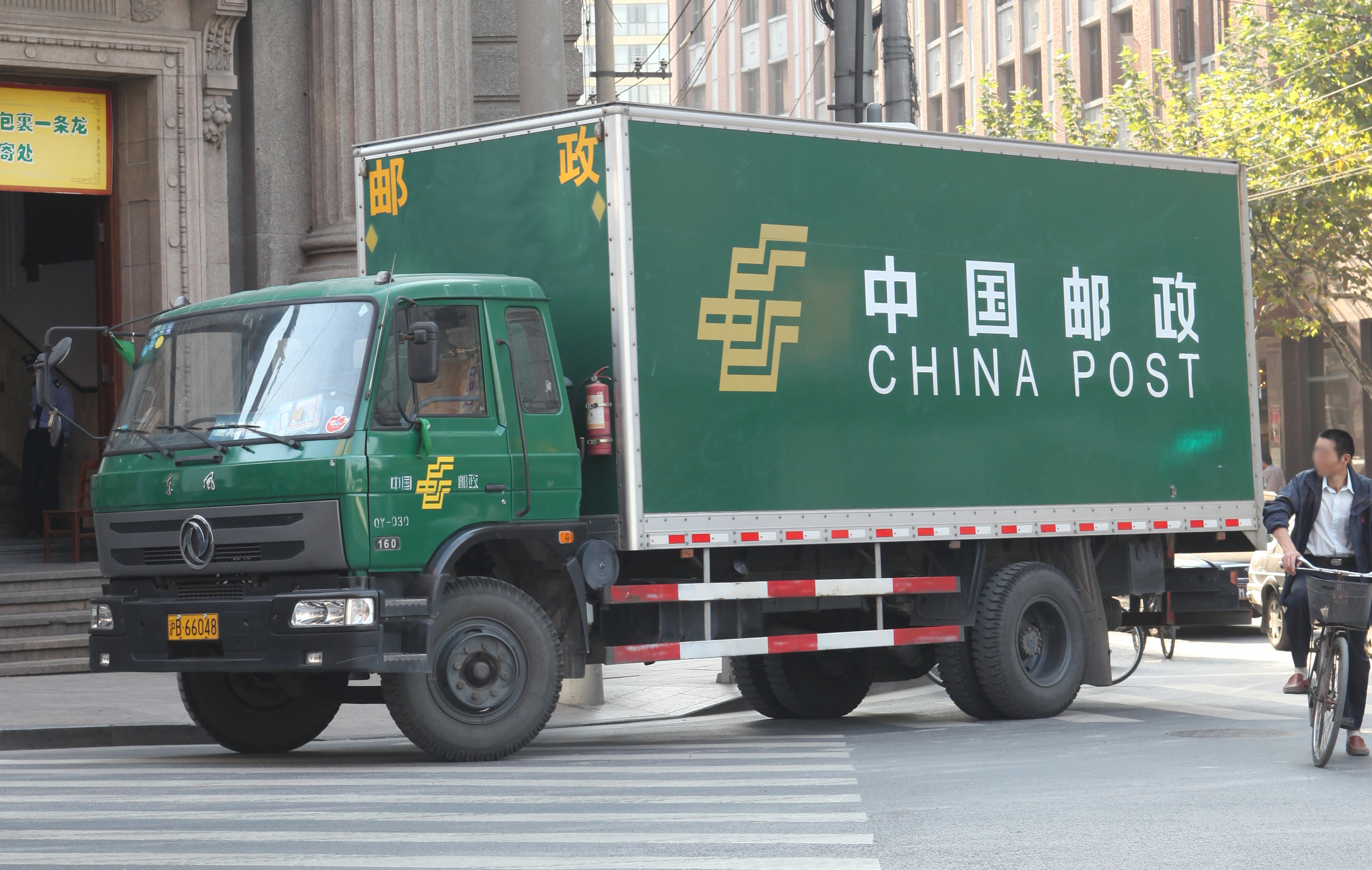
東風の郵便トラック
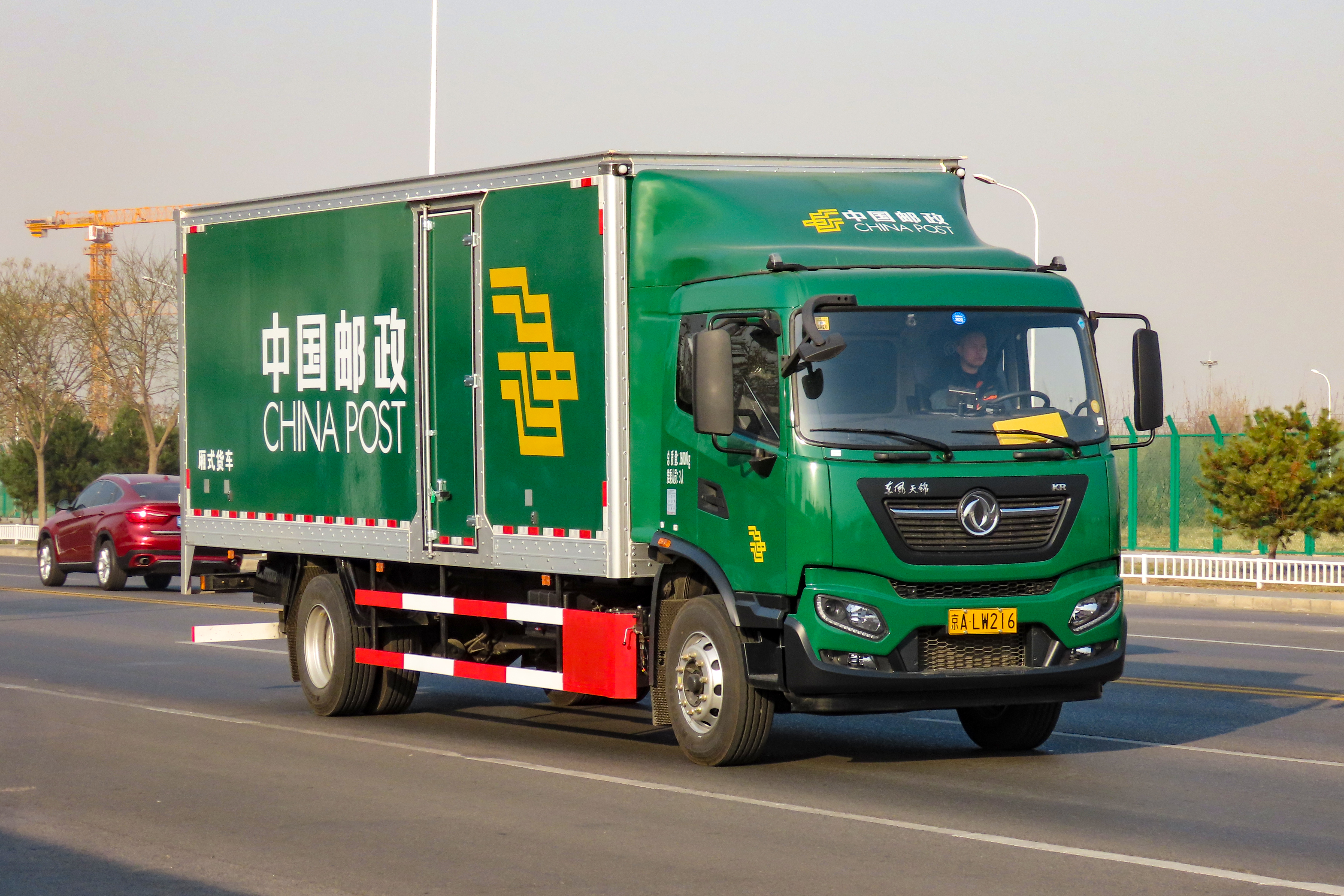
「東風天錦」トラック
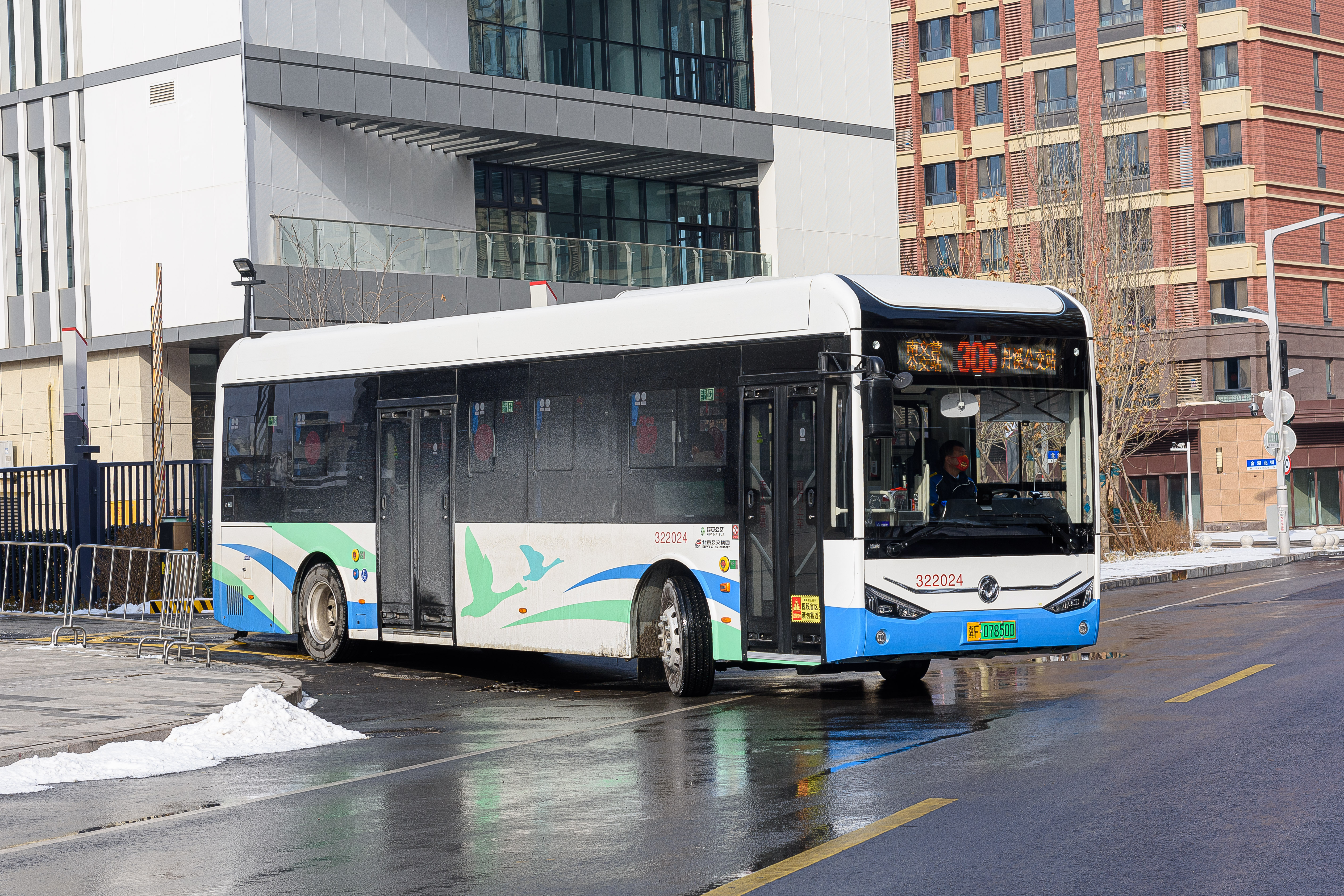
「東風天翼」電動バス

## ブランド
東風汽車はもとは商用車を中心としたメーカーであったが、2000年代以降は乗用車ブランドも複数展開されている。

### 風神（Aeolus）
傘下の東風乗用車公司が製造・販売を行っている自主ブランド。S30（小型セダン）、H30（小型ハッチバック）、H30クロス（H30の擬似SUV版）、A60（G11型日産・ブルーバードシルフィをベースとする中型セダン）などの車種をラインナップしている。

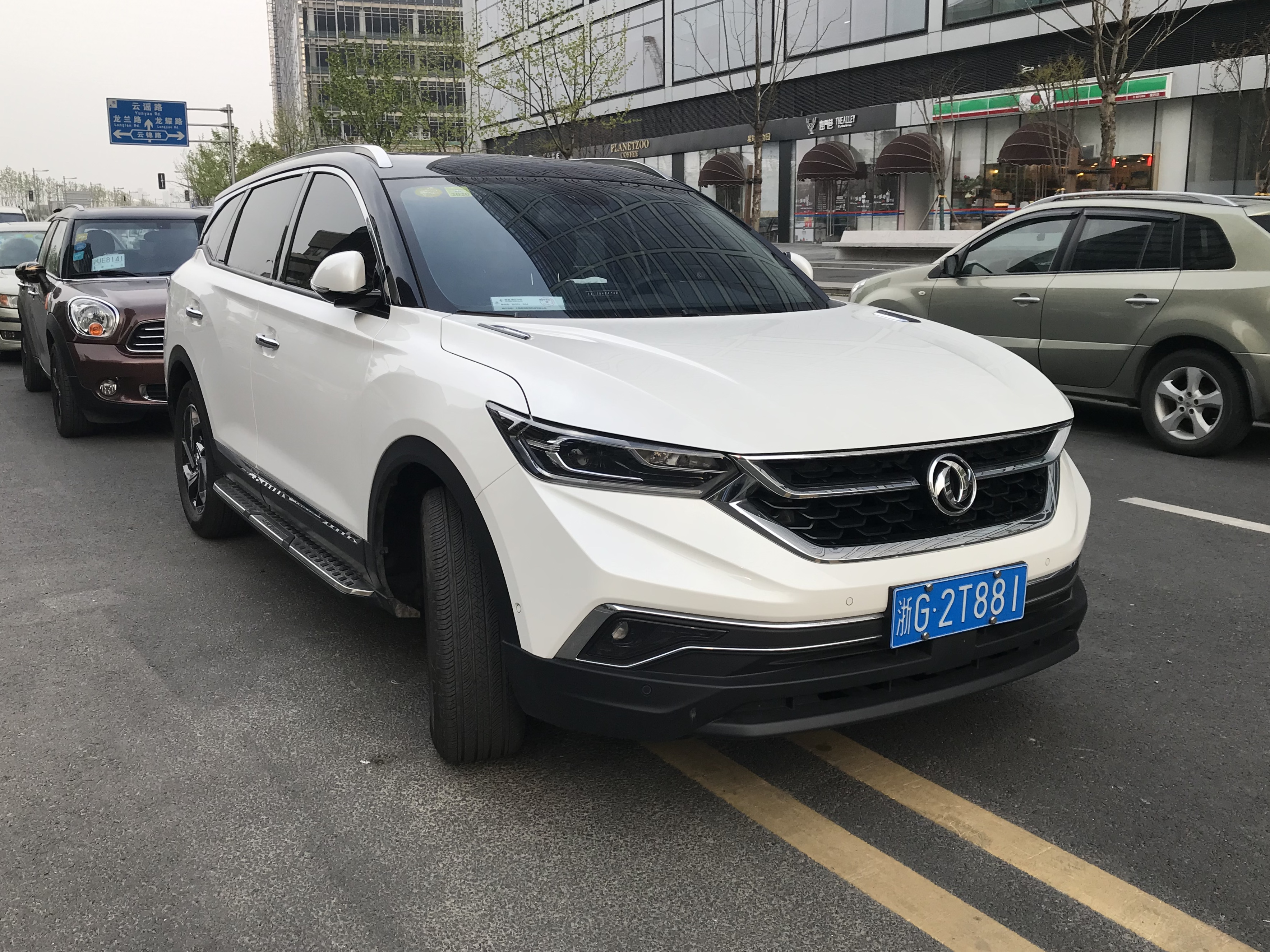
風神・AX7
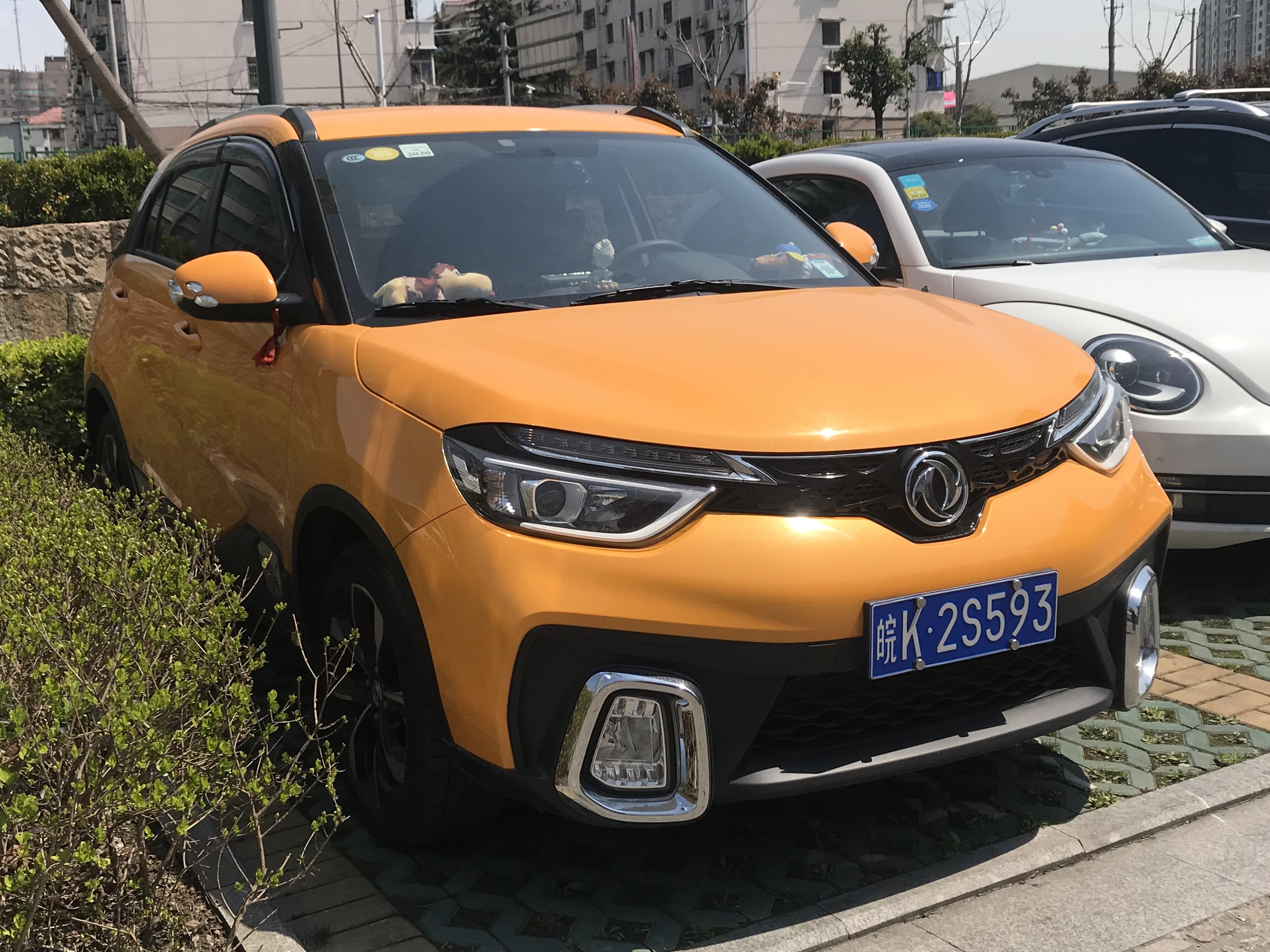
風神・AX4

### 風行（Forthing）
子会社の東風柳州汽車によるMPV・SUV中心のブランド。

### 嵐図（VOYAH）
2018年に設立。プレミアムEV・PHEVブランド。

### 納米（Nammi）
2023年に設立。小型EVに特化したブランド。

### 猛士（M-Hero）
2022年に設立。プレミアムオフロードEVブランド。

### eπ
2023年に設立。風神から派生したEVサブブランド。

## 合弁企業
- 神龍汽車 - ステランティス（旧プジョー・シトロエン）との合弁。
- 鄭州日産汽車 - 日産自動車との合弁。
- 東風汽車有限公司 - 日産自動車との合弁。
- 東風本田汽車 - 本田技研工業との合弁。
- 東風悦達起亜汽車（合弁解消済） - 起亜自動車との合弁だった[13]。
- 東風裕隆汽車（合弁解消済） - 裕隆汽車との合弁[14]。
  - 2011年第3四半期より、ラクスジェン（納智捷）ブランドのSUVの生産を行った。
- 東風雷诺汽車（合弁解消済） - ルノー（雷诺）との合弁[15]。
  - 2013年12月設立。2016年よりカジャー、コレオスの生産を行った。
- 東風商用車 - ABボルボとの合弁。
- 東沃汽車（合弁解消済） - ボルボグループ（沃尔沃集团）UDトラックスとの合弁だった。現在は当社の完全子会社となり東風能迪汽車に改称[16]。